# 바스타 신주쿠

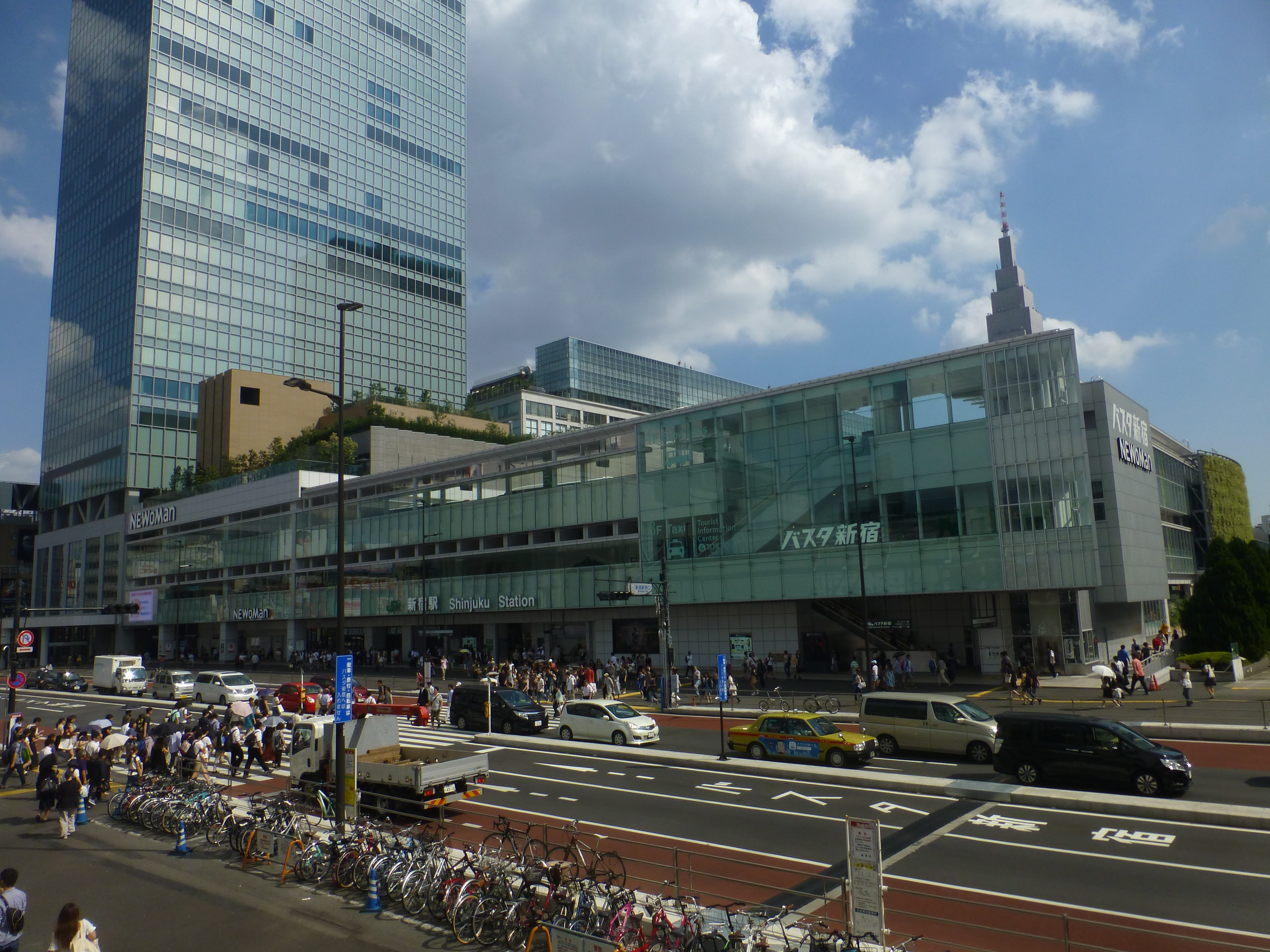

바스타 신주쿠(일본어: バスタ新宿) 또는 신주쿠 미나미구치 교통 터미널(일본어: 新宿南口交通ターミナル)은 도쿄도 시부야구 신주쿠역 남쪽에 있는 고속버스 터미널로 2016년 4월에 개장되었다.